# Warrenné mestersége
Mrs Warren's Profession George Bernard Shaw színpadi műve 1893-ból. A történet középpontjában a volt prostituált, Warrenné és prűd lánya, Vivie áll. A középkorú Warrenné Cambridge-ben diplomázott lánya, Vivie elborzadva értesül róla, hogy anyja vagyonát egy elsőosztályú bordélyház igazgatásával szerezte. A két erős akaratú nő rövid időre megenyhül, amikor Warrenné elmagyarázza szegényes fiatalkorának nehézségeit, amely lényegében prostitúcióba kényszerítette. Vivie megbocsát anyjának addig a pillanatig, amíg meg nem tudja, hogy anyja virágzó üzlete a mai napig működik.
Shaw állítása szerint azért írta darabot, hogy felhívja az emberek figyelmét, hogy nem feltétlenül azért lesz valakiből prostituált, mert romlott erkölcsű, hanem a szegénység és a túlhajszolt munkától megfáradt életkörülmények kényszerítik rá. Shaw saját nyilatkozata és a cím ellenére is a mű alig érinti a prostitúció témáját. Sokkal inkább a Viktória királynő korának „új nőinek” konfliktusára koncentrál. A középosztálybeli fiatal nők nagyobb függetlenségre való törekvése újdonsült témának számított akkoriban.
Shaw egy korabeli újságnak (The Daily Chronicle) intézett levelében elárulja, hogy darabját a francia író Guy de Maupassant Yvette című könyvéből merítette.
A művet eleinte betiltották a prostitúció túlzottan tiszta ábrázolása miatt, ám végül 1902. január 5-én bemutatták a londoni New Lyric Clubban, ahova csak klubtagok léphettek be és a cenzúra keze sem ért mindig el. 1905-ben New Yorkban is bemutatták a darabot, ahol a rendőrség az összes színészt és színházi alkalmazottat letartóztatta.
A darabot először 1925-ben láthatta a közönség hivatalosan.
Magyarul először Cholnoky Victor fordításában jelent meg a mű, Lampel R. Kk. (Wodianer F. és Fiai) R. T. Könyvkiadóvállalatánál.
A Nemzeti Színházban 1948. május 4-én bemutatott előadást Major Tamás rendezte, Ladomerszky Margit (Warrenné), Mészáros Ági (Vivie), Gellért Lajos (A tiszteletes) és Kállai Ferenc (Frank) főszereplésével. Ladomerszky Margit közel hatszázszor játszotta a címszerepet.
A műből Mészöly Tibor írt rádióváltozatot, amelynek Dr. Cseres Miklós által rendezett bemutatója 1952 júliusában volt. Ladomerszky Margit és Ferrari Violetta játszották a két főszerepet.
Shaw művei közül a Pygmaliont és a Warenné mesterségét látta legtöbbet a közönség, elsősorban azért, mert ezek jóval kisebb terjedelműek a többinél.
A darab eredeti szövegét szabadon meg lehet tekinteni számos internetes oldalon. Le is tölthető például a guthrietheater internetes oldaláról.
A művet a Barátságtalan színművek (Plays Unpleasant) címen megjelent könyvben adták ki 1898-ban olyan más darabokkal együtt, mint A nőcsábász (The Philanderer) és a Sartorius úr házai (Widowers' Houses).

## Magyarul
- Warrenné mestersége. Színmű; ford. Cholnoky Viktor; Lampel, Budapest, 1910 (Fővárosi színházak műsora)

- Öt színdarab; ford. Ottlik Géza, Réz Ádám, bev. Háy Gyula; Szépirodalmi, Budapest, 1952
  - Barbara őrnagy
  - Fanny első színdarabja
  - Szerelmi házasság
  - Warrenné mestersége
  - Szent Johanna

- Warrenné mestersége; ford. Nádasdy Ádám; Nemzeti Színház, Budapest, 2008 (Nemzeti Színház színműtár)